# Körforum
Körforum är sedan 2001 en årligen återkommande svensk ”körriksdag” där svenskt körliv möts och debatteras. Vid Körforum möts körlivets organisationer och företrädare för institutioner, politiker, m.fl. för att samtala om körlivets villkor. Körforum arrangeras av Körsam i samarbete med Rikskonserter och tidigare även Körcentrum vid Uppsala universitet samt andra lokala arrangörer.

## 2011 i Stockholm
Körforum ägde rum i Eric Ericsonhallen. Deltagare var bland andra kulturminister Lena Adelsohn Liljeroth.

## 2010 i Malmö
Körforum 2010 och nordiskt symposium om barn och sång.

## 2009 i Visby
Deltagare var bland andra kulturminister Lena Adelsohn Liljeroth, biskop Lennart Koskinen, landshövding Marianne Samuelsson, Anna Skagersten, Paula af Malmborg Ward, Johannes Landgren, Eva Sjöstrand och Owe Ronström.

## 2008 i Uppsala
Deltagare var bland andra Anna Skagersten, Ingemar Månsson och Julie Smed Jensen.

## 2007 i Stockholm
Teman: ”Körsång i studiecirkel – nu och i framtiden”, ”Musikkultur i fara – svensk körsång i världsklass”. Deltagare var bland andra Björn W Stålne, Johannes Johansson, Karin Eklundh, Bengt Hall och Staffan Lindberg.

## 2006 i Uppsala
Tema: Utbildning. Deltagare var bland andra kulturminister Leif Pagrotsky, Stefan Parkman, Anders Eby och Ulf Blomdahl.

## 2005 i Göteborg
Tema: ”Körsång som verktyg för att befrämja hälsa och integration". Deltagare var bland andra Jan Yngwe, Even Ruud, Töres Theorell, Gunnar Eriksson och Sten Källman.

## 2004 i Uppsala
Tema: "Sjung, svenska folk". Deltagare var bland andra Birgitta Dahl, Anders Eby, Eric Ericson, Tuomo Haapala och Charina Widmark.

## 2003 i Linköping
Tema: ”Den professionella amatören”. Deltagare var bland andra Hans Lundgren.

## 2002 i Uppsala
Deltagare var bland andra Marita Ulvskog, Barbro Kvist, Ragnhild Sandberg Jurström, Gunnel Fagius,  Lennart Reimers,  Alf Gabrielsson och Jan Fagius.